# Чирцова, Анастасия Станиславовна
Анастасия Станиславовна Чирцова (род. 17 февраля 1990 года) — российская фристайлистка.

## Карьера

### Горнолыжный спорт
Бронзовый призёр юниорского чемпионата России по горнолыжному спорту в супергигантсом слаломе - 2008.
Участница шести чемпионатов России по горнолыжному спорту - 2006, 2007, 2008, 2009, 2010,2011. Лучший результат - 4 место.
Участница двух Универсиад (2009, 2011). Лучший результат - 10 место в скоростном спуске (2009).

### Фристайл
В апреле 2011 года стала заниматься фристайлом. В декабре 2011 года дебютировала в Кубке мира по фристайлу. В конце первого сезона ей удалось попасть в десятку сильнейших на этапе в Швейцарии. На данный момент этот результат остаётся лучшим в послужном списке Чирцовой. На Олимпиаде в Сочи была 26-й в ски-кроссе.